# 憲章都市
憲章都市（けんしょうとし、ドイツ語: Statutarstadt）は、自治体独自の都市法 (de:Stadtrecht) を有する都市であり、オーストリアとチェコに存在する。ドイツにおける独立市 (de:Kreisfreie Stadt) にほぼ相当する。

## オーストリア
2009年1月1日現在、オーストリアには15の憲章都市が存在し、人口は最大ウィーンの約170万人からルストの約1800人まで様々である。現在は、人口2万人以上であれば、憲章都市になることを要請できる。オーストリア連邦政府と州政府の承認後、独自の都市憲章を与えることが明記された州法が公布される。憲章都市は郡には属さず、郡が所管する業務も行う。
| 都市名                                 | 州                       | 指定年 |
| -------------------------------------- | ------------------------ | ------ |
| アイゼンシュタット                     | ブルゲンラント州         | 1921年 |
| インスブルック                         | チロル州                 |        |
| ヴァイトホーフェン・アン・デア・イプス | ニーダーエスターライヒ州 | 1868年 |
| ウィーン                               | ウィーン                 | 1850年 |
| ヴィナー・ノイシュタット               | ニーダーエスターライヒ州 | 1866年 |
| ヴェルス                               | オーバーエスターライヒ州 | 1964年 |
| クラーゲンフルト                       | ケルンテン州             | 1850年 |
| グラーツ                               | シュタイアーマルク州     |        |
| クレムス・アン・デア・ドナウ           | ニーダーエスターライヒ州 | 1938年 |
| ザルツブルク                           | ザルツブルク州           | 1869年 |
| ザンクト・ペルテン                     | ニーダーエスターライヒ州 | 1922年 |
| シュタイアー                           | オーバーエスターライヒ州 | 1867年 |
| フィラッハ                             | ケルンテン州             | 1932年 |
| リンツ                                 | オーバーエスターライヒ州 | 1866年 |
| ルスト                                 | ブルゲンラント州         | 1921年 |

## チェコ
チェコ共和国は、法律に基づいて指定された25個の憲章都市が存在し、これらの都市はオーストリア - ハンガリー帝国時代に由来する都市である。首都プラハは、事実上のチャーター都市に指定されている。

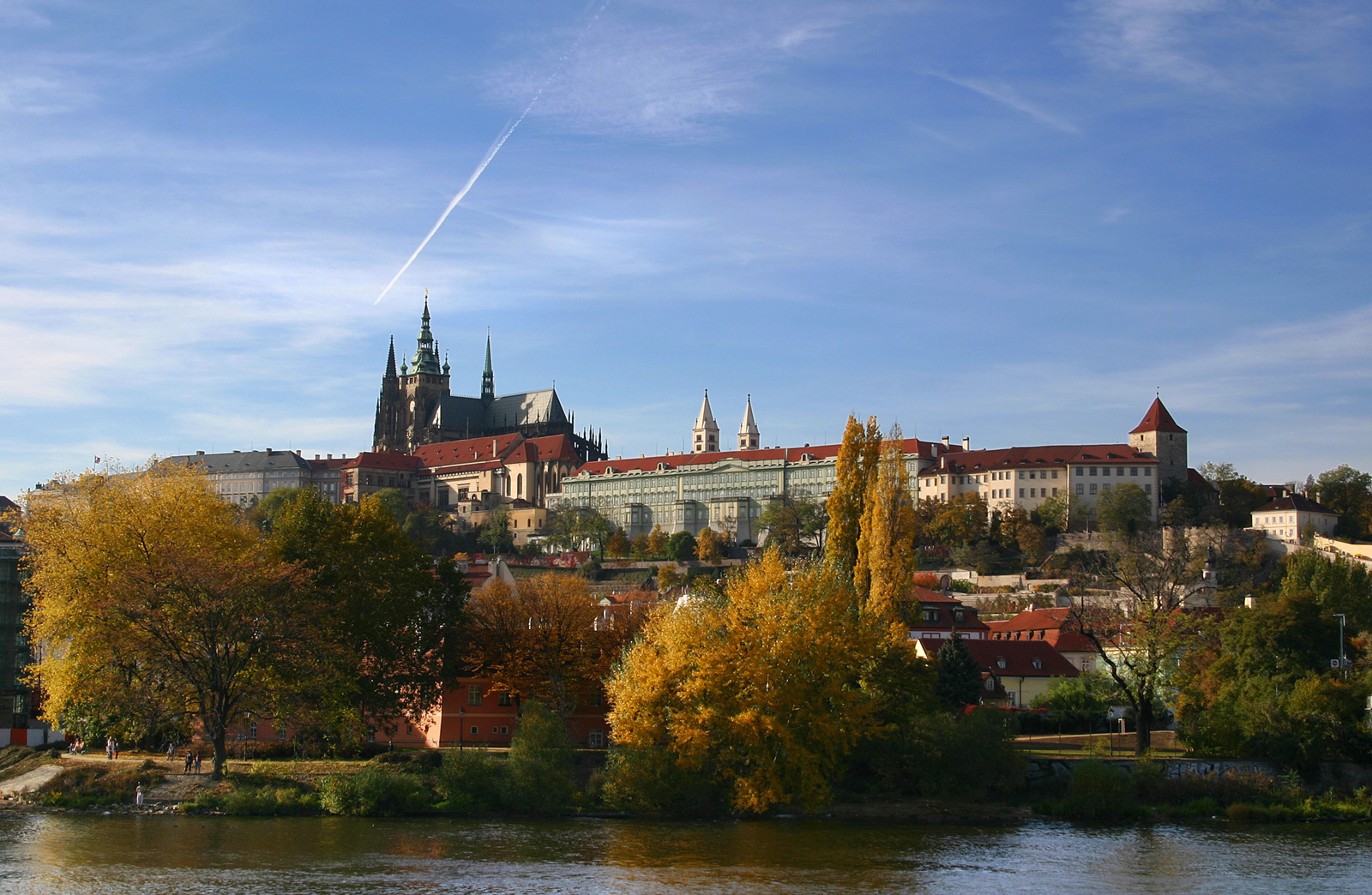
プラハ

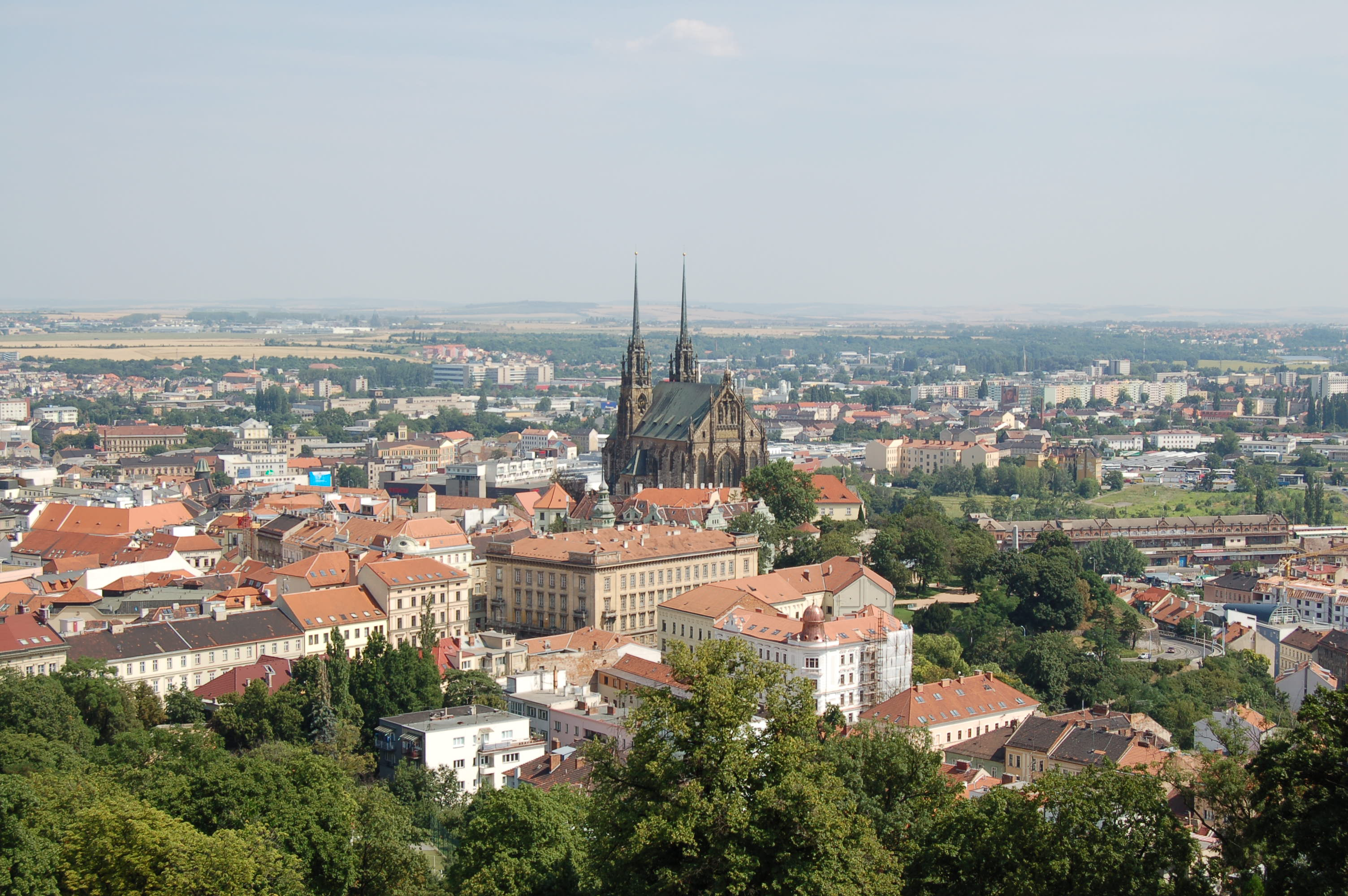
ブルノ

| 都市名                       | 州                         | 指定年 |
| ---------------------------- | -------------------------- | ------ |
| プラハ                       | プラハ                     |        |
| ブルノ                       | 南モラヴィア州             | 1990年 |
| オストラヴァ                 | モラヴィア・スレスコ州     | 1990年 |
| プルゼニ                     | プルゼニ州                 | 1990年 |
| リベレツ                     | リベレツ州                 | 1990年 |
| オロモウツ                   | オロモウツ州               | 1990年 |
| ウースチー・ナド・ラベム     | ウースチー州               | 1990年 |
| チェスケー・ブジェヨヴィツェ | 南ボヘミア州               | 1990年 |
| フラデツ・クラーロヴェー     | フラデツ・クラーロヴェー州 | 1990年 |
| パルドゥビツェ               | パルドゥビツェ州           | 1990年 |
| ズリーン                     | ズリーン州                 | 1990年 |
| ハヴィジョフ                 | モラヴィア・スレスコ州     | 1990年 |
| クラドノ                     | 中央ボヘミア州             | 2000年 |
| モスト                       | ウースチー州               | 2000年 |
| オパヴァ                     | モラヴィア・スレスコ州     | 1990年 |
| フリーデク＝ミーステク       | モラヴィア・スレスコ州     | 2006年 |
| カルヴィナー                 | モラヴィア・スレスコ州     | 2003年 |
| イフラヴァ                   | ヴィソチナ州               | 2000年 |
| ジェチーン                   | ウースチー州               | 2006年 |
| テプリツェ                   | ウースチー州               | 2003年 |
| カルロヴィ・ヴァリ           | カルロヴィ・ヴァリ州       | 1990年 |
| ホムトフ                     | ウースチー州               | 2006年 |
| プルジェロフ                 | オロモウツ州               | 2006年 |
| ヤブロネツ・ナド・ニソウ     | リベレツ州                 | 2012年 |
| ムラダー・ボレスラフ         | 中央ボヘミア州             | 2003年 |